# Araúz de Robles
La ganadería de Araúz de Robles (denominada oficialmente D. Francisco Javier Araúz de Robles) es una ganadería brava española, fundada a principios del siglo xx en la provincia de Cuenca por Rufo Serrano Muñoz con vacas de diversas procedencias. Está inscrita en la Unión de Criadores de Toros de Lidia.
Las reses pastan en tres fincas de la provincia de Jaén: la finca “La Colonia y Burguillos”, situada en el término municipal de Guarromán, donde se encuentran los machos y la camada principal; “Los Cerrillos y Santo Domingo”, en el término de Andújar, que acoge un total de 250 vacas destinadas a la cría; y el resto en “Garbancillares”, en Baños de la Encina. Según sus características anatómicas y la plaza destinada para la lidia, los toros son reseñados en diversos lotes.

## Origen e historia de la ganadería
El origen de la ganadería está en la que creó en 1912 el conquense Rufo Serrano Muñoz con reses procedentes de José Robles Fontecilla, marqués de Cúllar Baza, que desde 1886 tenía una ganadería cruzada de Vázquez-Veragua y Jijona-Martínez, a la que Rufo fue agregando otras reses de diversas procedencias, entre ellas Saltillo. El ganadero murió en 1945, y la ganadería pasó efímeramente a Mariano García de Lora, torero toledado natural de Borox. Ese mismo año de 1945, el madrileño José María Arauz de Robles se hizo con ella y la trasladó hasta tierras jienenses. La cruzó enseguida con un semental de Samuel Flores que ligó bastante bien y otro de Juan Guardiola Fantoni (Gamero Cívico-Guardiola Soto); le añadieron posteriormente en los 60 reses procedentes de Villamarta. Tras la muerte de José María en 1977, le sucedió su hijo Francisco Javier Araúz de Robles, abogado y ganadero, casado con Ana María Dávila (hermana del torero Sancho Dávila).

## Características
La ganadería está formada mayormente con reses del encaste Gamero-Cívico en la línea de Samuel Flores, aunque dado el comportamiento de las reses y la mezcla de sangres podría hablarse de un encaste propio. Atienden en sus características zootécnicas a las que recoge como propias de este encaste el Ministerio del Interior:
- Toros elipométricos, de talla media y perfil recto. Se trataon animales largos, bajos de agujas, hondos, bastos de lámina con mucha papada y badana y de tipo aleonado, con cuartos traseros algo derribados y grupa almendrada.
- Presentan encornaduras muy gruesas en la cepa, muy desarrolladas (cornalones), que frecuentemente manifiestan asimetrías (bizcos) y terminan en pitones finos. Con frecuencia son acapachados de cuernos. El cuello tiene una longitud media, el tronco es ancho y las manos cortas y gruesas, con pezuñas grandes.
- Sus pintas características son negras, coloradas, castañas y tostadas, presentando el listón y el chorreado como accidentales más frecuentes.

Durante la lidia suelen presentar las siguientes características:
- Fríos y abantos de salida.
- No suelen emplearse en el tercio de varas, salvo los de la línea Guardiola Soto.[14]
- Se entregan en la muleta y son nobles en la embestida.
- Pueden presentar situaciones de mansedumbre, sobre todo en la línea de Samuel Flores.

## Sanfermines

### 1987
Fue la primera y única vez de los toros de Araúz de Robles en Pamplona, corriendo el primer encierro de las fiestas de San Fermín; no han vuelto a la capital navarra desde entonces. La corrida de aquella tarde fue estoqueada por Julio Robles, Luis Francisco Esplá y Victor Mendes.